# 吉川秀樹
吉川 秀樹（よしかわ ひでき、1983年10月19日‐）は、東海ラジオアナウンサー。テレビ朝日アスク出身。

## 来歴・人物
神奈川県横浜市出身。学習院高等科を経て明治大学法学部法律学科を卒業。2007年4月入社。明治大学時代は硬式野球部に所属し、入部当初は外野手、のちに学生コーチをつとめていた経験がある。同期に今浪隆博がいた。左投げ左打ちである。趣味はツーリング･日帰り温泉めぐり、社会人、大学、高校などのアマチュア野球観戦。特技はプロ野球に於ける記録などの数字。アナウンサーとして初めて声が放送されたのは、2007年9月2日の「直球勝負!大澤広樹」内の中日新聞ニュース。
口癖は興奮と冷静。ストイックな性格でもある。
2008年3月22日･ナゴヤ球場のサーパス戦からウエスタンリーグのドラゴンズホーム戦取材を担当していた（他に、ナゴヤ球場などで観客席から実況の研修を行う様子が見られた）ほか、同年5月6日にナゴヤドームで行われた広島東洋カープ戦（15時試合開始）で3塁側・広島カープのベンチリポートで野球中継に初出演をした。同年8月21日の横浜スタジアムの横浜ベイスターズ戦でベースボールデスク（スタジオ担当）で実況を除く現在の野球中継時のスポーツアナの業務の一通りを担当し、同年9月12日からの横浜スタジアムでの横浜3連戦でビジターゲームのドラゴンズリポートを担当した。
ナゴヤドームでドラゴンズ主催試合開始前に行われるスピードボールコンテストで年に1度行われる在名各局のアナウンサーが参加する大会では111キロを出したことがある。
2009年1月、東海ラジオレポートドライバー（当時）山田智美と結婚。2010年11月に第一子誕生をブログで公表。
2009年5月19日に埼玉県営大宮公園野球場で行われた埼玉西武ライオンズとのセ・パ交流戦で初めてヒーローインタビューを担当した。
2009年7月23日に札幌ドームで行われたフレッシュオールスターゲームの5回の実況を担当。この試合が野球実況デビューとなった。
2009年12月13日に中京競馬場で行われた豊明特別で競馬初実況を担当した（レースの模様は「直球勝負!大澤広樹」内で放送された）。
2010年5月5日にナゴヤドームで行われた阪神戦で、全イニングの実況を初めて担当。
2013年1月1日付人事異動で制作部ディレクターに配置転換されたため、2012年12月で一旦、アナウンサー職から離れた。その後は主にスポーツ番組を担当しており、アナウンサーが番組内で吉川の名前を出すことがある。
2018年10月1日付の人事異動でアナウンス室へ復帰したことを機に、2019年から「東海ラジオ ガッツナイター」のベンチリポートを皮切りに、スポーツ中継への出演を再開。ただし、復帰後もスポーツ中継・関連番組のディレクターを兼務している。
2022年8月6日、バンテリンドームナゴヤに於ける、中日対DeNAの試合で実況復帰。

## 出演番組
- Live Dragons!（不定期で担当 月～金 17:15～19:00）
- NEWS（中日新聞ニュース）
- 東海ラジオ ガッツナイター&ドラゴンズスペシャル[3]
- 全日本大学駅伝実況中継（文化放送制作、2023年～。退職した前野沙織アナから引き継いで、東海地区からの出場校紹介と三重県内の中継所からのリポートを担当）
- 競馬中継（2009年、2024年。競馬のメイン実況担当であった大澤広樹が2023年3月の高松宮記念を最後に担当を退いたため、翌年の同レースで久々に実況）

### 過去
- ナンバー吉川（2012年度の日曜デーゲーム中継が中止もしくは早終了の場合に放送されるレインコート番組）
- 名古屋国際女子マラソン→名古屋ウィメンズマラソン実況中継（2010年～[4]）
- 定時ニュース・天気予報
- チア・スポ～Cheer Sport(2011年10月～2012年3月、2012年10月～12月)
- ホリデーウェーブ（2007年10月～。毎週日曜日11:50～12:00）
- チケットインフォメーション（ヒッツ・トゥディ内）
- 2COOL!（木曜日。2008年度。初めてスポーツ以外で10分以上の番組パーソナリティを担当）
- ガッツナイター名勝負（2019年度のナイターオフ期間限定番組）

## CM
- 玉音堂
- グルメGyaO
- イクサムグループ
- 肉の御嵩屋
- MARUMANぱとす（2012年）